# کلاویستر
کلاویستر (انگلیسی: Clavister) شرکت نرم‌افزار سوئدی است، که در سال ۱۹۹۷ تأسیس شد.